# Phare d'Östergarn
Le phare d'Östergarn (en suédois : Östergarnsholm västra fyr) est un phare situé sur l'île d'Östergarnsholm, appartenant à l'unique commune de Gotland, dans le Comté de Gotland (Suède).

## Histoire
Östergarnsholm est une petite île sur la côte ouest de Gotland.
Le premier phare, construit en 1817, a été désactivé en 1919 au bénéfice du second, construit en 1919 dans l'est de l'île. Il a reçu la lanterne du premier phare. Il a été électrifié en 1964 et automatisé en 1965.

## Description
Le phare  est une tour cylindrique en béton de 29 mètres de haut, avec une galerie et une lanterne. Le phare est peint en blanc avec une bande noire. le dôme de la lanterne est verdâtre. feu isophase Feu à occultations Il émet, à une hauteur focale de 36 mètres, deux longs éclat (blanc, rouge et vert) selon différents secteurs toutes les 15 secondes. Sa portée nominale est de 16.5 milles nautiques (environ 30 km) pour le feu blanc et 16.5 pour le feu rouge.
Identifiant : ARLHS : SWE-306 ; SV-4160 - Amirauté : C7188 - NGA : 9912 .

## Caractéristique dufeu maritime
Fréquence : 15 secondes (W-R)
- Lumière : 2.5 secondes
- Obscurité : 2.5 secondes
- Lumière : 2.5 secondes
- Obscurité : 7.5 secondes

|          |
| Le phare |

|                  |
| Les trois phares |

### Lien connexe
- Liste des phares de Suède